# Districte de Sant Andreu
El districte de Sant Andreu és el novè dels deu districtes de Barcelona, amb una superfície de 656,5 hectàrees i amb una població de 149.826 habitants (2022). Fou un dels municipis independents del pla de Barcelona; el nucli principal fou l'actual barri de Sant Andreu de Palomar, que donava nom al municipi. A més dels barris de Sant Andreu, també van pertànyer a l'antic municipi els barris de l'actual districte de Nou Barris i una part del districte d'Horta-Guinardó.

## Història
El 20 d'abril de 1897 la reina regent d'Espanya signà el Decret d'Agregació que va annexionar Sant Andreu de Palomar i molts altres pobles del Pla de Barcelona (Gràcia, Sants, Les Corts, Horta, Sant Martí, Sant Gervasi i més tard Sarrià) a la creixent metròpoli. Posteriorment l'antic terme municipal va ser esquarterat i repartit entre els districtes d'Horta-Guinardó, Sant Martí, Nou Barris i el mateix Sant Andreu, alhora que aquest rebia parts de l'antic municipi de Sant Martí de Provençals, concretament l'actual barri de La Sagrera.
Durant la Guerra Civil espanyola van haver col·lectivitzacions i control de nombroses empreses, represàlies contra els presumptes franquistes. També va haver-hi un canvi de nom: Sant Andreu de Palomar passa a anomenar-se, per les forces republicanes, L'Harmonia de Palomar.
A l'acabament de la guerra, va tornar al seu nom tradicional castellanitzat. Els santandreuencs que no van exiliar-se van patir llavors les represàlies del règim franquista.
L'antiga fàbrica de camions i autocars Pegaso (abans Hispano Suiza) va estar instal·lada al districte de Sant Andreu. Actualment, els terrenys de la citada fàbrica estan ocupats pel Parc de la Pegaso.

## Configuració
Dels set barris administratius que componen el districte d'ençà 1984, només dos (Sant Andreu i la Trinitat Vella) són històricament andreuencs. N'hi ha dos (Baró de Viver i el Bon Pastor) que foren segregats de Santa Coloma de Gramenet (1943); i tres (la Sagrera, el Congrés i els Indians i Navas) que històricament formaren part de Sant Martí de Provençals.
En canvi, hi ha barris administratius històricament andreuencs inclosos en altres districtes: un, la Font d'en Fargues, a Horta-Guinardó; i quatre (Vilapicina i la Torre Llobeta, Porta, el Turó de la Peira i Can Peguera) a Nou Barris. De fet, tot Nou Barris sorgí com a districte (1984) sobre territoris històricament andreuencs.

## Situació geogràfica
Està situat al nord de la ciutat, està limitat pel riu Besòs, que fa de frontera entre Barcelona, i els pobles veïns: Sant Adrià de Besòs i Santa Coloma de Gramenet, i els districtes barcelonins: Nou Barris, Horta-Guinardó i Sant Martí.
La configuració d'aquest districte data de l'any 1984, quan la ciutat de Barcelona va aprovar la divisió territorial actual en 10 districtes. Arran d'aquesta divisió, el districte de Sant Andreu va tornar a recuperar els barris de la Trinitat Vella i el Congrés.
Actualment, està format per 7 barris d'origen històric molt divers: 

Barris del districte de Sant Andreu.

| Codi | Nom del barri            | Mapa | Població (2019) | Superfície (ha) | Densitat (hab/ha) |
| ---- | ------------------------ | ---- | --------------- | --------------- | ----------------- |
| 57   | Trinitat Vella           |      | 10.285          | 80,8            | 127               |
| 58   | Baró de Viver            |      | 2.597           | 23              | 113               |
| 59   | Bon Pastor               |      | 13.084          | 186,5           | 70                |
| 60   | Sant Andreu de Palomar   |      | 57.843          | 186,7           | 310               |
| 61   | La Sagrera               |      | 29.353          | 98,6            | 298               |
| 62   | El Congrés i els Indians |      | 14.483          | 40,9            | 354               |
| 63   | Navas                    |      | 22.176          | 42,4            | 523               |
| IX   | Sant Andreu              |      | 149.821         | 658,9           | 256               |

## Independentisme de Sant Andreu
El 1897 Sant Andreu es va annexionar en contra de la seva voluntat a Barcelona. Tot i que el sentiment ha anat desapareixent, encara hi ha una minoria que defensa la separació d'aquest respecte a Barcelona.

## Entitats
- Entitats a Sant Andreu Palomar
- Entitats a Bon Pastor
- Entitats a Trinitat Vella
- Entitats a La Sagrera